# Montepulciano
Montepulciano là một đô thị và cộng đồng (comune) ở tỉnh Siena trong vùng Toscana nước Ý.
Đô thị Montepulciano có diện tích ki lô mét vuông, dân số thời điểm năm 31 tháng 5 năm 2005 là 14.142 người.
Đô thị này có các đơn vị dân cư (frazioni) sau:
Các đô thị giáp ranh: